# فرحناز امیرشقاقی
فرحناز امیرشقاقی عضو تیم ملی قایقرانی زنان ایران در دوره‌های هفتم الی نهم مسابقات قهرمانی آسیا بود.

## هفتمین دوره مسابقات قهرمانی آسیا(۱۳۷۶–۱۹۹۷)کره جنوبی
تورینگ دونفره ۱۰۰۰متر- فرحناز امیرشقاقی و فاطمه بی باک- مدال برنز

## هشتمین دوره مسابقات قهرمانی آسیا(۱۳۷۸–۱۹۹۹) چندو-چین
تورینگ یکنفره ۵۰۰ متر- فرحناز امیرشقاقی- مدال برنز
تورینگ یکنفره ۱۰۰۰متر- فرحناز امیرشقاقی-مدال برنز
تورینگ دونفره۵۰۰ متر- فرحناز امیرشقاقی و فاطمه بی باک- مدال نقره

## نهمین دوره مسابقات قهرمانی آسیا(۱۳۸۱–۲۰۰۲) دریاچه آزادی تهران-ایران
تورینگ یکنفره ۱۰۰۰متربزرگسالان- فرحناز امیرشقاقی- مدال طلا
تورینگ یکنفره ۵۰۰متربزرگسالان- فرحناز امیرشقاقی- مدال طلا
تورینگ دونفره ۵۰۰متربزرگسالان- فرحناز امیرشقاقی و فاطمه بی باک- مدال نقره